# Mykołajiwka (rejon berdiański)
Mykołajiwka (ukr. Миколаївка) – wieś na Ukrainie, w obwodzie zaporoskim, w rejonie berdiańskim, w hromadzie Berestowe. W 2001 liczyła 1370 mieszkańców, spośród których 1239 wskazało jako ojczysty język ukraiński, 129 rosyjski, a 2 węgierski.